# موريس غيفورد
موريس غيفورد (بالإنجليزية: Maurice Gifford)‏ هو بحار وضابط جنوب أفريقي، ولد في 5 مايو 1859، وتوفي في 1 يوليو 1910 في سيوداديلا، بوينس آيرس في الأرجنتين.